# Исландски лишей
Исландският лишей (Cetraria islandica) е многогодишен талусен лишей. Исландският лишей е листовиден, кожест, достига до 15 cm дължина. Горната страна е кафявозелена а долната - светлокафява с белезникави петна. Спороносните органи (апотециите) се намират на ръба на талусните разклонения, които са щитовидни и отначало зелен, а впоследствие – кафяви.

## Разпространение
Расте по влажните и сенчести поляни, пасища, каменисти места, в планините, до иглолистните гори, над 1500 m надморска височина.

## Химически състав
Съдържа антибиотични киселини: протолихестеринова киселина, паралихестеринова киселина, слузните полизахариди лихенин и изолихенин, горчива цетрарова киселина, фумарова киселина, витамин B1 и B6, минерални соли, уснинова киселина, белтъчини, восък и други.

## Лечебно действие
Исландският лишей от древни времена се използва като билка, която възбужда апетита и действа омекчително на дихателните пътища и стомашно-чревният тракт.
Нашата народна медицина го препоръчва при магарешка кашлица, задух, бронхит, туберкулозна кашлица, стомашна язва и язва на дванадесетопръстника.